# Forodesina
Forodesina è un farmaco inibitore analogo allo stato di transizione per la fosforilasi dei nucleosidi purinici, studiata per il trattamento di pazienti con leucemia linfoblastica acuta a cellule T (T-ALL) e a cellule B (B-ALL). Originariamente fu scoperta dal laboratorio di Vern Schramm presso l'Albert Einstein College of Medicine di New York e Industrial Research Limited in Nuova Zelanda. Viene sviluppata dalla casa farmaceutica BioCryst Pharmaceuticals e progettata per essere un potente ed efficace citocida nei confronti di cellule neoplastiche ed ha mostrato un’attività clinica positiva in pazienti con recidiva / refrattaria di neoplasia delle cellule T.

## Tossicità
"L'eccellente sicurezza e tollerabilità della Forodesina intravenosa in pazienti con malignità refrattarie ha giustificato un ulteriore sviluppo clinico".

## Designazioni di farmaco orfano
Nel 2004 ottiene la designazione di "farmaco orfano" da parte della FDA per il linfoma linfoblastico a cellule T e la leucemia linfoblastica a cellule T.
Il 20 giugno 2005 ottiene lo status di fast track da parte della FDA per il trattamento della leucemia a cellule T recidivante o refrattario.
Il 18 dicembre 2006 il Committee for Orphan Medicinal Products (COMP) e l'EMA, dopo aver valutato l'esito degli studi, ha riconosciuto la Forodesina "farmaco orfano" (medicinale usato nelle malattie rare) per il trattamento della leucemia linfoblastica acuta a cellule T.
Il 29 gennaio 2007 viene designato "farmaco orfano" da parte dell’EMA per il linfoma cutaneo delle cellule T.
Il 20 settembre 2010 viene designato "farmaco orfano" da parte dell’EMA per la leucemia linfatica cronica.

## Joint venture
Il 1º febbraio 2006 la BioCryst Pharmaceuticals ha stipulato un accordo di licenza con la Mundipharma per la commercializzazione nei mercati in Europa, Asia, Australasia in cambio del pagamento anticipato di 10 milioni di dollari. La BioCryst Pharmaceuticals Inc. ha mantenuto i diritti della Forodesina negli Stati Uniti, mentre Mundipharma è obbligata dai termini dell’accordo ad utilizzare gli sforzi commerciali per sviluppare il prodotto sotto licenza nel territorio indicato nel contratto.
L’11 novembre 2011, la BioCryst Pharmaceuticals Inc. ha modificato il contratto di licenza del 2006 con la Mundipharma, in base al quale ora a Mundipharma si concedono i diritti esclusivi in tutto il mondo per sviluppare e commercializzare la Forodesina. La BioCryst Pharmaceuticals Inc. riceve un totale di $ 15,0 milioni per autorizzazioni varie normative specifiche del farmaco. Inoltre, la BioCryst Pharmaceuticals Inc. riceverà royalty a più livelli che vanno da medie ad alte percentuali a una cifra di vendite di prodotti nette in ogni paese in cui Forodesina è venduto da Mundipharma.
La Forodesina fino ad aprile 2017 è stata utilizzata esclusivamente per effettuare Trials..

## Trials
La Forodesina è stata utilizza in 14 sperimentazioni su varie tipologie di linfomi e leucemie a cellule T e B.

## Il caso delTrialdi Fase IIb interrotto
La sperimentazione della Forodesina è arrivata nel 2007 all'ultima fase di sperimentazione, Fase IIb multicentrica, per i pazienti affetti da linfoma linfoblastico cellule T in recidiva e refrattari alle chemioterapie. Il 27 marzo 2007 la BioCryst Pharmaceuticals Inc. chiude arbitrariamente la sperimentazione in tutto il mondo negando il farmaco agli 80 pazienti inseriti nel Trial multicentrico e distruggendo immediatamente tutte le fiale ancora disponibili. La BioCryst Pharmaceuticals Inc. diede queste motivazioni: 1) il ritrovamento in un laboratorio americano di alcune fiale che presentavano un'instabilità del farmaco, 2) difficoltà ad arruolare pazienti, 3) "non pensiamo che il responso finale positivo sia maggiore del 18%".
Il 22 agosto 2007, cinque mesi dopo l'interruzione del Trial della Forodesina, nonostante non fossero stati effettuate le tre Fasi di sperimentazione, la Commissione Europea rilascia l'autorizzazione alla Glaxo per l'immissione in commercio dell'Atriace (Nelarabina) in "circostanze eccezionali" per la cura della leucemia linfoblastica acuta. L'autorizzazione in "circostanze eccezionali" fu data per la rarità della malattia. L'Ema diede l'autorizzazione sulla base di due studi: il primo studio (39 bambini) diede il 13% di risposta completa, il secondo studio (28 adulti) il 18%. Nel foglietto riassuntivo delle caratteristiche di Atriance, la casa farmaceutica promise di consegnare in seguito la sinossi dello studio entro il 28 febbraio 2015. Gli impegni a fornire i dati degli studi sono stati rinviati anno dopo anno. Nel riassunto delle caratteristiche del prodotto, a seconda dell'anno, si legge: "I dati iniziali di sicurezza saranno presentati quando disponibili (attesi nel 2010)", "I dati finali saranno presentati quando disponibili (attesi nel 2016)".

## Messa in commercio
Ad aprile 2017, la Forodesina è stata approvata in Giappone per il trattamento del linfoma periferico a cellule T recidivante / refrattario.